# Let Somebody Go
Let Somebody Go è un singolo del gruppo musicale britannico Coldplay e della cantante statunitense Selena Gomez, pubblicato il 7 febbraio 2022 come quarto estratto dal nono album in studio dei Coldplay Music of the Spheres.

## Descrizione
Il brano affonda le proprie origini già durante il processo di realizzazione dell'ottavo album Everyday Life, venendo tuttavia escluso dalla lista tracce definitiva. Il direttore creativo del gruppo Phil Harvey ha rivelato che lui e il frontman Chris Martin hanno espresso ammirazione per Gomez, dichiarando che la sua voce ha un tono «unico, evocativo e misterioso»; Martin, d'altro canto, ha dichiarato che la voce della cantante «è un angelo» paragonandola a Princess of China con Rihanna, dichiarando a Genius:

## Accoglienza
Let Somebody Go è stato accolto positivamente dalla critica specializzata, che lo ha definito un punto culminante dell'album. Jon Dolan di Rolling Stone lo ha descritto come «uno studio soft-focus nella solennità successiva alla rottura di un rapporto, che ha più calore e grazia delle struggenti canzoni d'amore della maggior parte degli artisti». Il brano è stato inoltre nominato come uno dei migliori dell'anno da Aftonbladet, citandolo come una «deliziosa musica con un solo segnale: l'abitudine di Chris Martin di scrivere ululati da stadio, poco raffinati». Kelly Allen di Cosmopolitan, ha ritenuto la collaborazione «inaspettatamente fantastica».

## Video musicale
Un lyric video del brano, diretto da Pilar Zeta e Victor Scorrano, è stato reso disponibile in concomitanza con il lancio dell'album attraverso il canale YouTube del gruppo. Il video ufficiale è stato invece pubblicato il 7 febbraio 2022, dopo un annuncio avvenuto tre giorni prima. Diretto da Dave Meyers e filmato in bianco e nero, è stato girato nell'ottobre 2021 ed è stato realizzato in buona parte mediante l'uso di computer grafica.
Il filmato ha ricevuto una candidatura come Miglior videoclip internazionale dell'anno agli NRJ Music Awards e come Miglior videoclip dell'anno ai People's Choice Awards del 2022.

## Tracce
Testi e musiche di Guy Berryman, Jonny Buckland, Will Champion, Chris Martin, Max Martin, Apple Martin, Bill Rahko, Oscar Holter, Livvi Franc e Metro Boomin.
1. Let Somebody Go – 4:01

Single Version
1. Let Somebody Go (Single Version) – 3:32

Kygo Remix
1. Let Somebody Go (Kygo Remix) – 3:17

Piano Version
1. Let Somebody Go (Piano Version) – 4:09

Ofenbach Remix
1. Let Somebody Go (Ofenbach Remix) – 3:14

## Formazione
Gruppo
- Chris Martin – voce, tastiera, chitarra
- Jonny Buckland – chitarra
- Guy Berryman – basso
- Will Champion – batteria

Altri musicisti
- Selena Gomez – voce
- Daniel Green – tastiera
- Max Martin – tastiera, programmazione della batteria, voce aggiuntiva
- Oscar Holter – tastiera, programmazione della batteria
- Jon Hopkins – tastiera
- Cherif Hashizume – programmazione aggiuntiva

Produzione
- Max Martin – produzione
- Oscar Holter – produzione
- Bill Rahko – produzione, ingegneria del suono
- Daniel Green – produzione aggiuntiva
- Rik Simpson – produzione aggiuntiva
- Jon Hopkins – produzione aggiuntiva
- Michael Ilbert – ingegneria del suono
- Șerban Ghenea – missaggio
- John Hanes – assistenza al missaggio
- Randy Merrill – mastering

## Classifiche
| Classifica (2021-22)             | Posizione massima |
| -------------------------------- | ----------------- |
| Austria                          | 69                |
| Canada                           | 45                |
| Francia                          | 115               |
| Germania                         | 74                |
| Irlanda                          | 25                |
| Lituania                         | 40                |
| Norvegia                         | 19                |
| Paesi Bassi                      | 53                |
| Polonia                          | 19                |
| Portogallo                       | 44                |
| Regno Unito                      | 24                |
| Repubblica Ceca                  | 78                |
| Slovacchia                       | 53                |
| Spagna                           | 98                |
| Stati Uniti                      | 91                |
| Stati Uniti (rock & alternative) | 9                 |
| Svezia                           | 28                |
| Svizzera                         | 27                |